# Kardynałowie z nominacji Innocentego IX
Papież Innocenty IX (1591) mianował dwóch kardynałów na jednym konsystorzu 18 grudnia 1591:
1. Filippo Sega, biskup Piacenzy – kardynał prezbiter S. Onofrio (tytuł nadany 5 grudnia 1594), zm. 29 maja 1596
2. Giovanni Antonio Facchinetti de Nuce, prabratanek papieża, referendarz Obojga Sygnatur – kardynał diakon Ss. IV Coronati (tytuł nadany 4 marca 1592), następnie kardynał prezbiter Ss. IV Coronati (27 marca 1602), zm. 18 maja 1606